# 井戸に毒を盛る
井戸に毒を盛る（英: Poisoning the well, Poison the well）は非形式的誤謬の一種で、議論の対象者に好ましくない情報を事前に提示することによって、対象者の発言を貶めたり信用を落としたりするものである。人身攻撃の特殊な例とも捉えられる。
この言い回しそのものはジョン・ヘンリー・ニューマンの著書「Apologia Pro Vita Sua」(1864)で初めて用いられたとされる。
敵陣地の水源に毒を混入させることによって敵軍の兵力を削ぎ落とす古来からの兵法に由来している。

## 概要
「井戸に毒を盛る」誤謬は以下の形をとる。
1. Aという人物について（真偽を問わず）好ましくない情報を他者が提示する。（例：彼の話を聞く前に、彼が過去に刑務所に収監されていたことを思い出してください。）
2. 以上によって、Aがもたらした主張は全て誤りである。
この論法は時として事前に関連付けの誤謬と紐づけられて用いられることがある。この場合、議論を膠着させる目的で好ましくない事柄の原因を論敵に求めるものである。
（例：これが私の公的教育の財源確保のスタンスである。これに反対する者はきっと子供嫌いに違いない。）誤ったレッテルを貼られる危険性を仄めかすことで、論敵に対して反論するリスクを負わせることになる。これは誤った二分法であり、議論参加者が必ずしも好ましくない事柄を持ち合わせているとは限らない。（例えば、公的教育の財源確保において、異なる意見を持った者が必ずしも子供嫌いであるとは言えない）